# Rheinland-Pfalz-Rundfahrt 1979
Die Internationale Rheinland-Pfalz-Rundfahrt 1979 war ein Etappenrennen im Straßenradsport über zehn Etappen durch das Bundesland Rheinland-Pfalz. Die Rheinland-Pfalz-Rundfahrt fand vom 17. bis zum 27. Juli statt. Es war die 14. Austragung der Rheinland-Pfalz-Rundfahrt.

## Teilnehmer
Am Start waren Radrennfahrer aus Belgien, Dänemark, Finnland, Großbritannien, den Niederlanden, Norwegen, Österreich, der Schweiz, Schweden, der Tschechoslowakei sowie aus Deutschland zwei Auswahlmannschaften des Bundes Deutscher Radfahrer (BDR). Die Teams bestanden aus jeweils sechs Fahrern.

## Strecke
Die Rundfahrt führte über insgesamt 1.467 Kilometer mit Start und Ziel in Diez quer durch das Bundesland Rheinland-Pfalz. Es gab ein Einzelzeitfahren.

## Rennverlauf

### Prolog
Den Auftakt der Rundfahrt bildete ein Kriterium über eine Stunde. Es gewann Kilian Blum aus der Schweiz.

### 1. Etappe
Auch die 1. Etappe über 128 Kilometer gewann Kilian Blum aus einer Gruppe von fünf Fahrern.

### 2. Etappe
Luděk Kubias aus der Tschechoslowakei gewann nach 149 Kilometern den Sprint aus dem Hauptfeld heraus.

### 3. Etappe
Nach 148 Kilometern siegte Theo de Rooij vor zwei Wegbegleitern. Der spätere Gesamtsieger Jostein Wilman übernahm nach seinem dritten Etappenrang die Führung in der Gesamtwertung.

### 4. Etappe
Adrie van der Poel kam nach 183 Kilometern als Solist mit geringem Vorsprung als Erster ins Ziel.

### 5. Etappe
Nach 134 Kilometern gewann Luděk Kubias erneut im Sprint einer Dreiergruppe. In der Gesamtwertung gab es keine Änderung.

### 6. Etappe
Svatopluk Henke aus der Tschechoslowakei gewann die Etappe nach 144 Kilometern nach einem Ausreißversuch von sieben Fahrern.

### 7. Etappe
Der Pole Janusz Pożak holte den Etappensieg nach 144 Kilometern aus einer Vierergruppe.

### 8. Etappe, Abschnitt A
Das Einzelzeitfahren über 14 Kilometer brachte den ersten deutschen Erfolg auf der Rundfahrt. Olaf Paltian gewann knapp vor dem Schweizer Richard Trinkler.

### 8. Etappe, Abschnitt B
Nach 138 Kilometern gewann mit Dieter Flögel erneut ein deutscher Nationalfahrer die Etappe. Flögel rettete 9 Sekunden Vorsprung nach einem Ausreißversuch. Wilman blieb Spitzenreiter.

### 9. Etappe
Sieben Fahrer bestimmten den Verlauf der Etappe über 157 Kilometer. Peter Kehl setzte sich aus dieser Gruppe im Finale vor Peter Weibel durch.

### 10. Etappe
Nach 142 Kilometern kam das gesamte Hauptfeld gemeinsam ins Ziel. Den Sprint gewann der Pole Czesław Lang.

## Endergebnis Einzelwertung
|     | Fahrer             | Mannschaft       | Zeit (h)       |
| 01. | Jostein Wilman     | Norwegen         | 36:19:59 h     |
| 02. | Uwe Bolten         | BDR              | + 3:03 Minuten |
| 03. | Theo de Rooij      | Niederlande I    | + 4:38 Minuten |
| 04. | Olaf Paltian       | BDR              | + 4:58 Minuten |
| 05. | Kurt Ehrensperger  | Schweiz          | + 5:12 Minuten |
| 06. | Svatopluk Henke    | Tschechoslowakei | + 5:23 Minuten |
| 07. | Håkan Karlsson     | Schweden         | + 5:59 Minuten |
| 08. | Czesław Lang       | Polen            | + 6:57 Minuten |
| 09. | Peter Kehl         | BDR              | + 7:09 Minuten |
| 10. | Adrie van der Poel | Niederlande      | + 7:40 Minuten |
| 0 … |                    |                  |                |

## Mannschaftswertung
Die Mannschaftswertung gewann die Schweiz vor den Niederlanden und der Mannschaft BDR I.